# Convent de Sant Agustí Vell
El convent de Sant Agustí Vell és un antic edifici religiós de l'Orde de Sant Agustí, situat al barri de la Ribera de Barcelona i catalogat com a bé cultural d'interès local. Després de la desfeta de 1714 va ser transformat en caserna i actualment acull el Centre Cívic Convent de Sant Agustí, l'Arxiu Fotogràfic de Barcelona i el Museu de la Xocolata.

## Història
Tradicionalment s'ha considerat que a Barcelona s'hi va establir la primera comunitat agustina, degut al pas per la ciutat de sant Paulí de Nola, ordenat sacerdot el 393. Hauria deixat una comunitat, de la que es tenen notícies des d'abans de la invasió musulmana, i haurien residit a Sant Pau del Camp.
L'any 1309 els agustins van establir-se a la Ribera en uns terrenys cedits per Jaume Basset. El primer prior va ser fra Bonanat Zaguals. L'església va començar a edificar-se el 1349 i la construcció de les dependències conventuals va allargar-se fins al segle xviii. Durant quatre segles el convent va ser el centre vertebrador del barri de Sant Agustí Vell. Els agustins va tenir dificultats per obtenir donacions, a causa de la presència de la propera parròquia de Santa Maria del Mar i d'altres ordes establerts a la ciutat. Amb el pas del temps el convent va adquirir importància. L'any 1393 van participar en la fundació del convent d'Igualada. L'altar major tenia el valuós retaule de Sant Agustí (1462-1475), obra de Jaume Huguet i els seus ajudants, encarregada pel Gremi de Blanquers i que es conserva parcialment al MNAC i al Museu Marès.
El 1529, els agustins varen patir la pesta, atengueren malalts i perderen 7 monjos. El 1580 es va iniciar la construcció d'un nou claustre d'estil renaixentista. Durant el segle xvii, les obres van anar encaminades a articular l'espai al seu voltant i continuar es obres a l'església.
Hi va ser enterrada la serventa de Déu Madrona Clarina i Colomer (1688-1744), que va viure a l'edifici proper del carrer d'en Tantarantana, 4.

### Caserna de Sant Agustí
Durant el setge de Barcelona de 1713-1714, el convent va ser un dels principals punts d'enfrontament i patí bombardejos i quedà molt malmès. L'any 1716, Felip V va ordenar l'enderroc de gran part de la Ribera per a la construcció de la fortalesa de la Ciutadella, i els agustins es varen traslladar a un nou convent al carrer de l'Hospital, al barri del Raval.
El 1720 s'hi va instal·lar l'Acadèmia de Matemàtiques, i entre 1738 i 1748 la major part de les restes del convent van ser enderrocades per a construir-hi una caserna militar, obra de l'arquitecte Pere Bertran, i que entre 1754 i 1803 fou la seu de l'Acadèmia Militar de Barcelona. Es va conservar una part lateral de l'església i l'ala de ponent del claustre gòtic, del segle xv, que s'integraren dins el nou edifici.

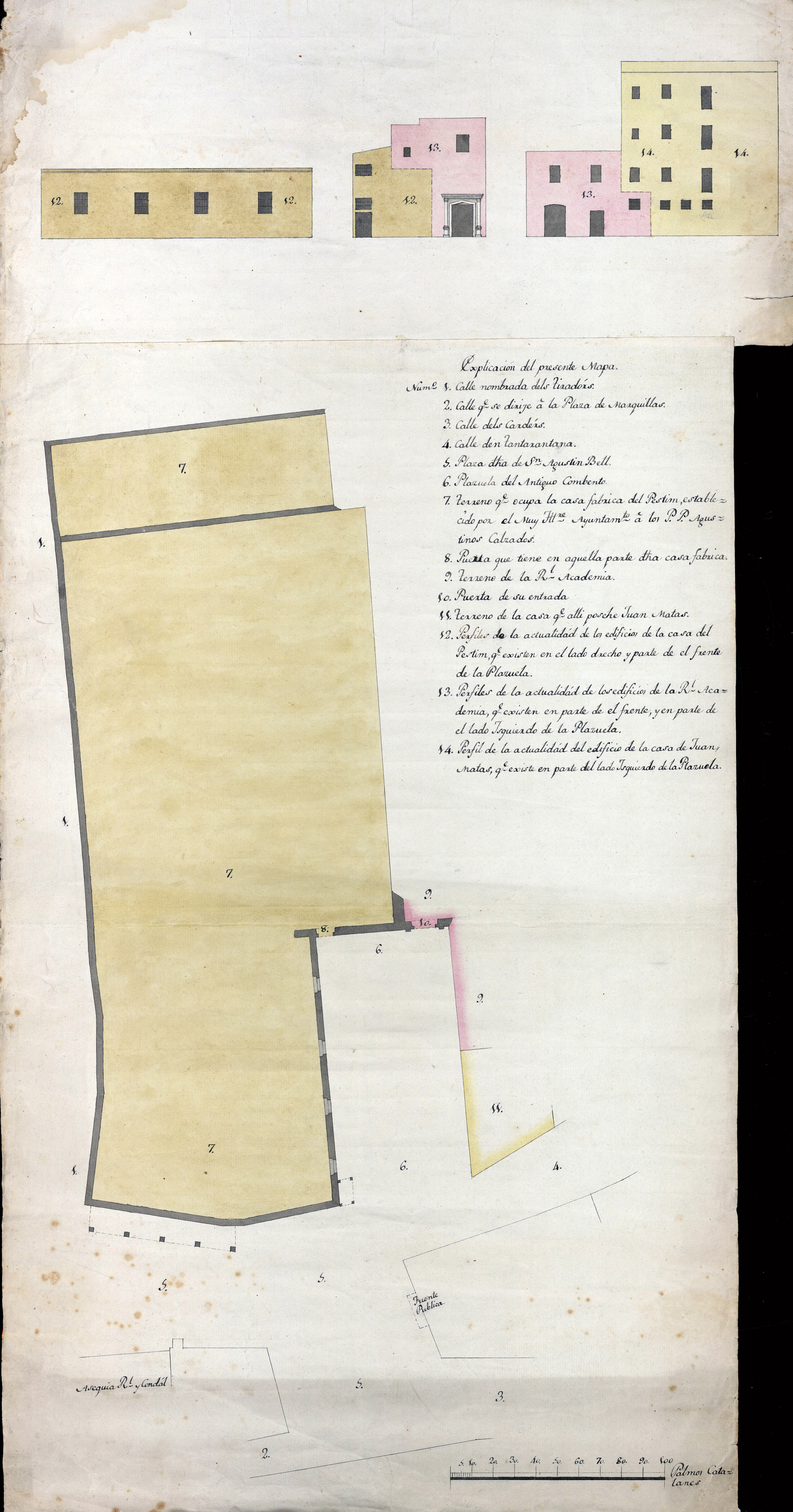
El «Pastim» o fleca municipal

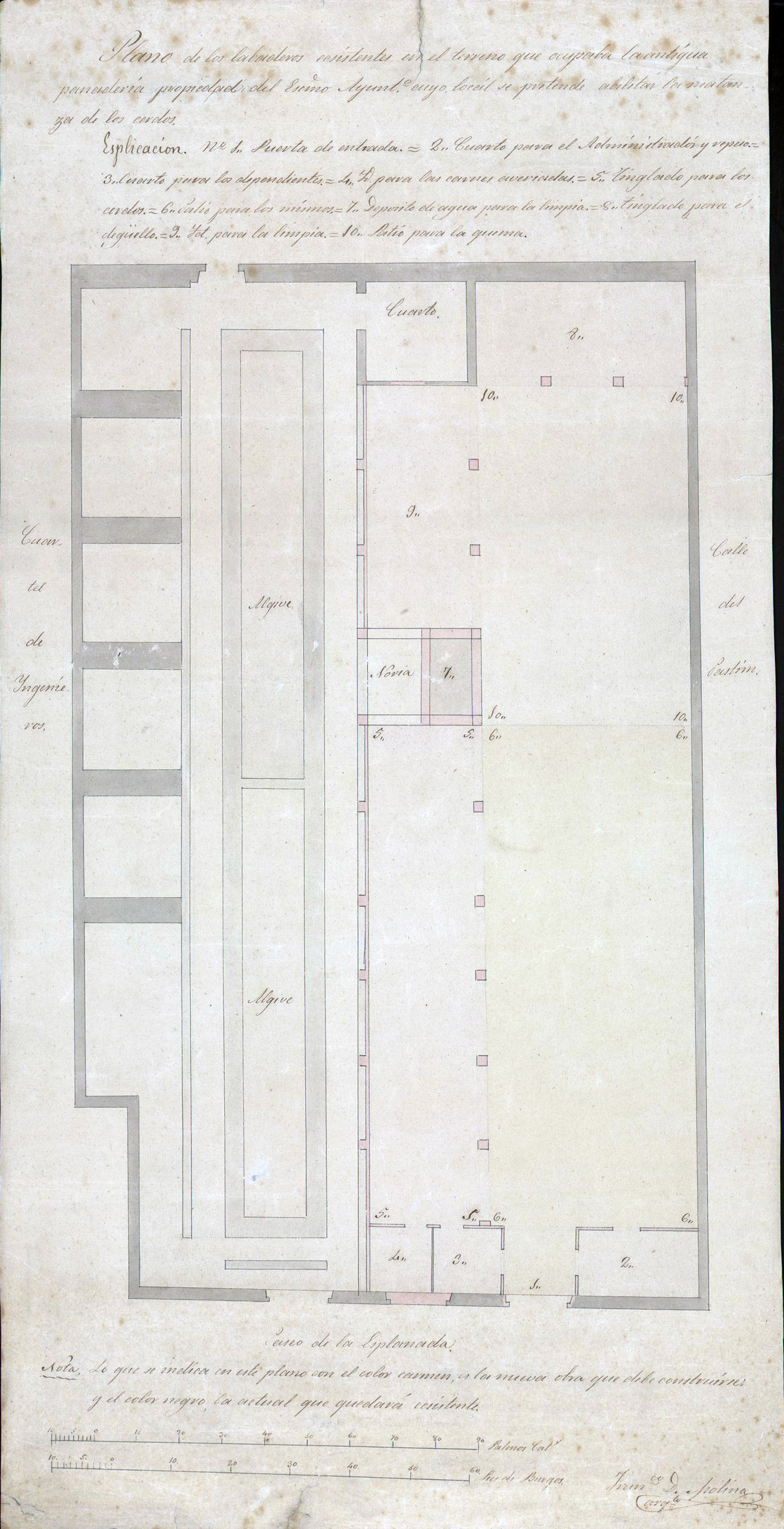
Projecte d'escorxador al Pastim

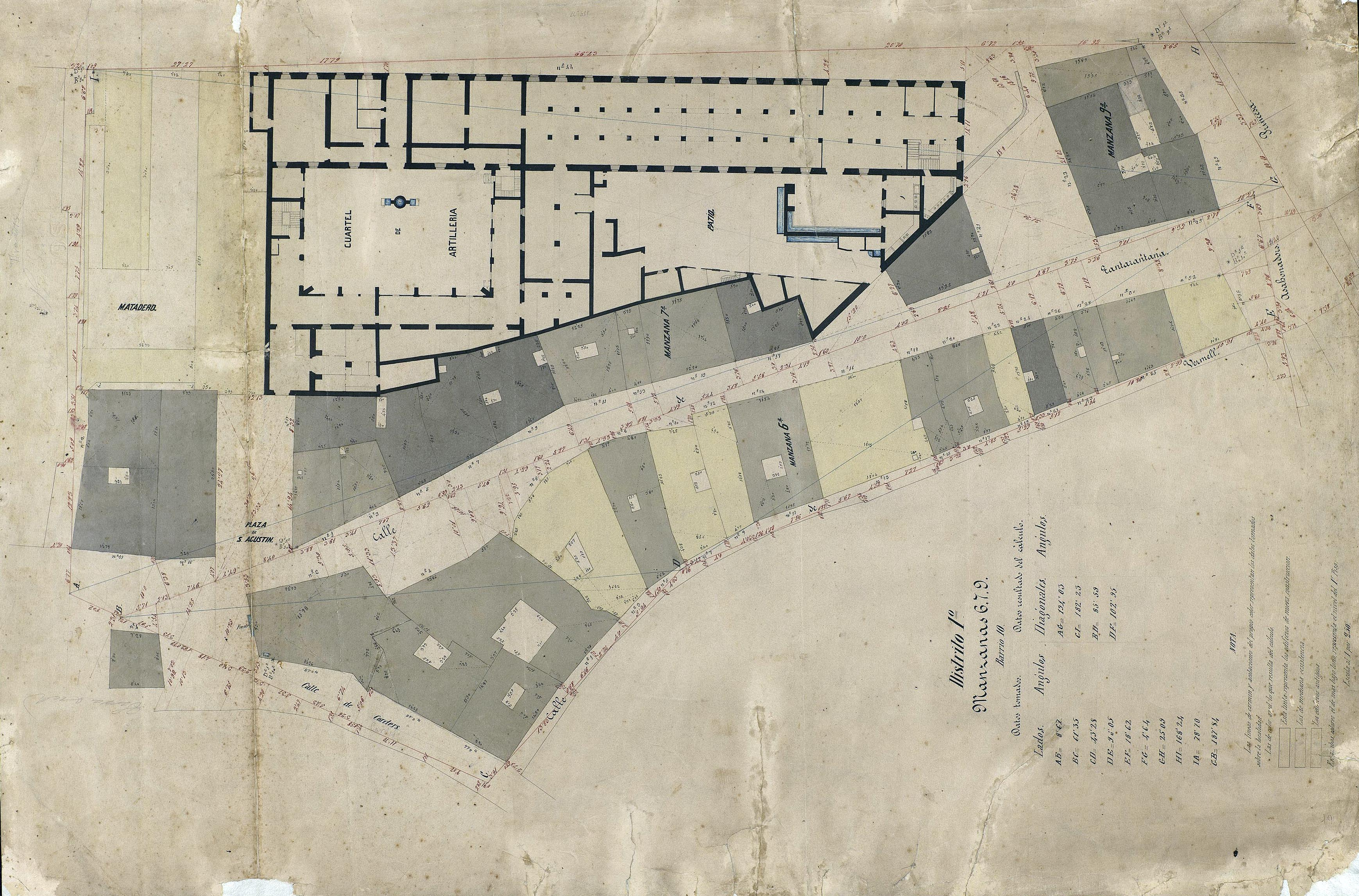
Quarteró núm. 19 de Garriga i Roca (c. 1860)

### El Pastim
El convent fou durant molts anys la seu del Gremi de Flequers de Barcelona, entitat fundada el 1368, i la part que feia front a l'actual carrer dels Tiradors i la plaça de Sant Agustí Vell, on es trobava l'església, va ser cedida a l'Ajuntament per a establir-hi el «Pastim» o fleca municipal, que el 1789 fou protagonista dels anomenats rebomboris del pa.
A la dècada del 1840, l'Ajuntament va decidir establir-ne en emfiteusi la part que donava a la plaça de Sant Agustí Vell, on es van construir dues cases, els actuals núms. 15 (Eudald Fargas) i 16 (Martí Finet). En aquesta darrera hi havia uns safaretjos públics, localitzats durant una intervenció arqueològica. La resta es va destinar a escorxador de porcs a partir del 1852: «Según tenemos entendido, por disposicion del Sr. Alcalde Corregidor, la matanza de cerdos se verificará este año en el patio interior del edificio conocido por el «Pastim», junto al Paseo de la Esplanada.» El 1856, va sortir a subhasta pública.

## Descripció
El conjunt es compon d'un edifici lineal (caserna) al llarg del carrer del Comerç, un cos edificat transversalment al primer, una nau coberta que recolza sobre les edificacions militars del carrer d'en Tantarantana, les restes del claustre gòtic amb edificacions adossades amb façana a la plaça de l'Acadèmia i, per acabar, les restes de la nau lateral de l'església.
L'edifici del carrer del Comerç és de planta baixa, dos pisos i terrat, d'uns 105 m de llargada per 14 m d'amplada, que formen una estructura interior de pilars i voltes d'aresta amb crugies de 4,5 m en quasi tota la seva modulació, menys en els darrers 9 mòduls (els més propers a la mitgera de l'edifici), que es resolen amb murs transversals a la façana i voltes rebaixades. Les façanes són un fidel reflex de la modulació abans esmentada i al nivell del carrer es resol simètricament a partir del portal central que s'emfasitza amb el coronament del terrat i dos portals laterals. El portal central dona accés directe al pati-claustre, que actualment està restaurat i on es col·locà l'obra de l'escultor James Turrell en l'època dels Jocs Olímpics.
El cos edificat transversalment correspon a les velles estructures del refectori del convent i al nucli d'escales de l'ampliació renaixentista per accedir al pis superior del claustre. Aquest cos ha estat rehabilitat i restaurat (com la resta de l'edificació militar) i cobert amb una nova teulada en l'actuació realitzada els anys 1994-1995 per l'arquitecte Antoni de Moragas i Spa. Les altres edificacions corresponen a una ala del claustre gòtic amb la seva ampliació renaixentista (pis superior i portalada de la plaça de l'Acadèmia) i la nau lateral de l'antiga església del convent partida en dos nivells, dels quals el superior s'utilitzava com a capella de la caserna militar. En l'actualitat s'han restaurat les estructures que resten del claustre i el mur de l'església que dona al pati.

## Galeria d'imatges

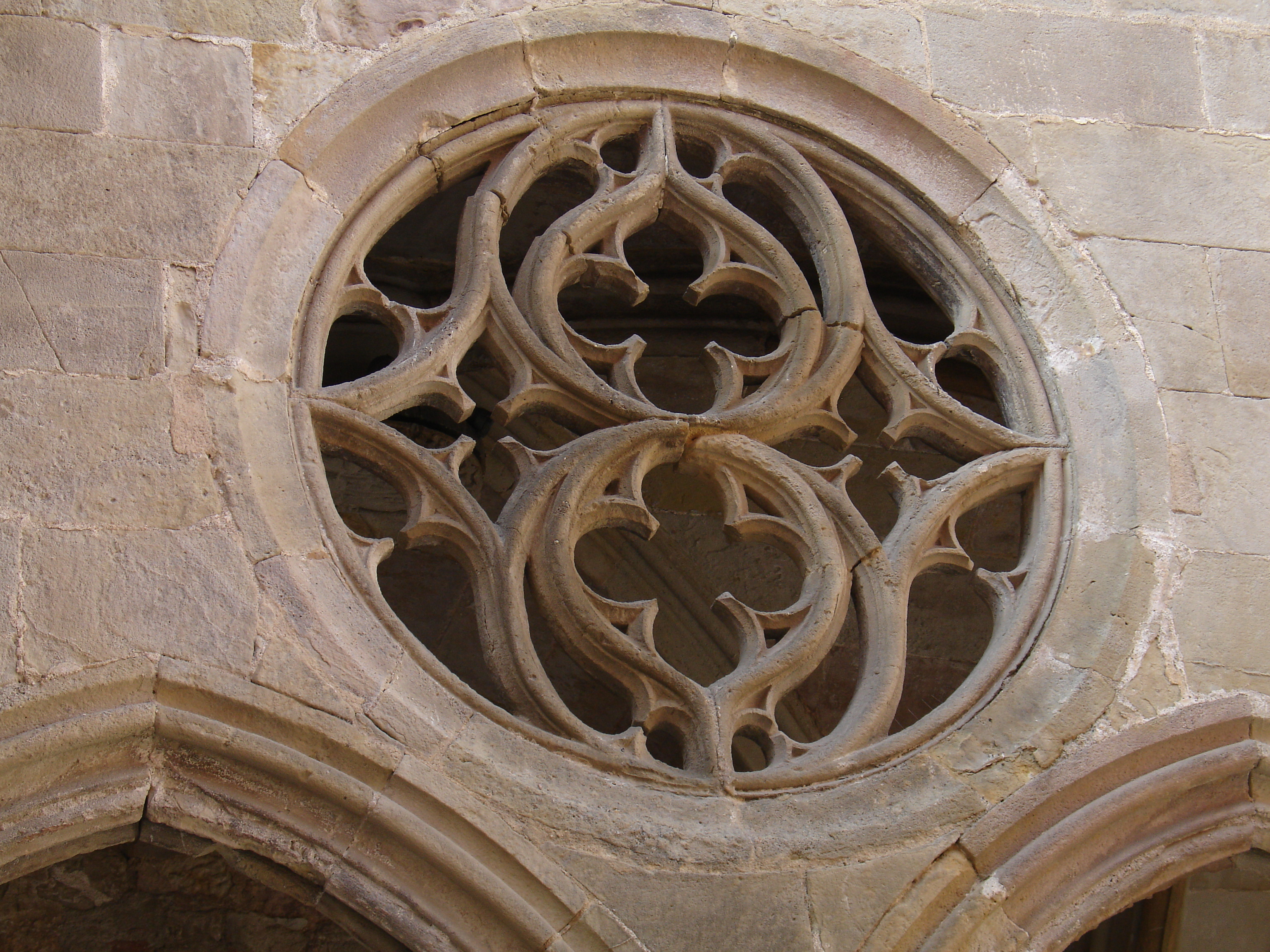
Rosassa del claustre
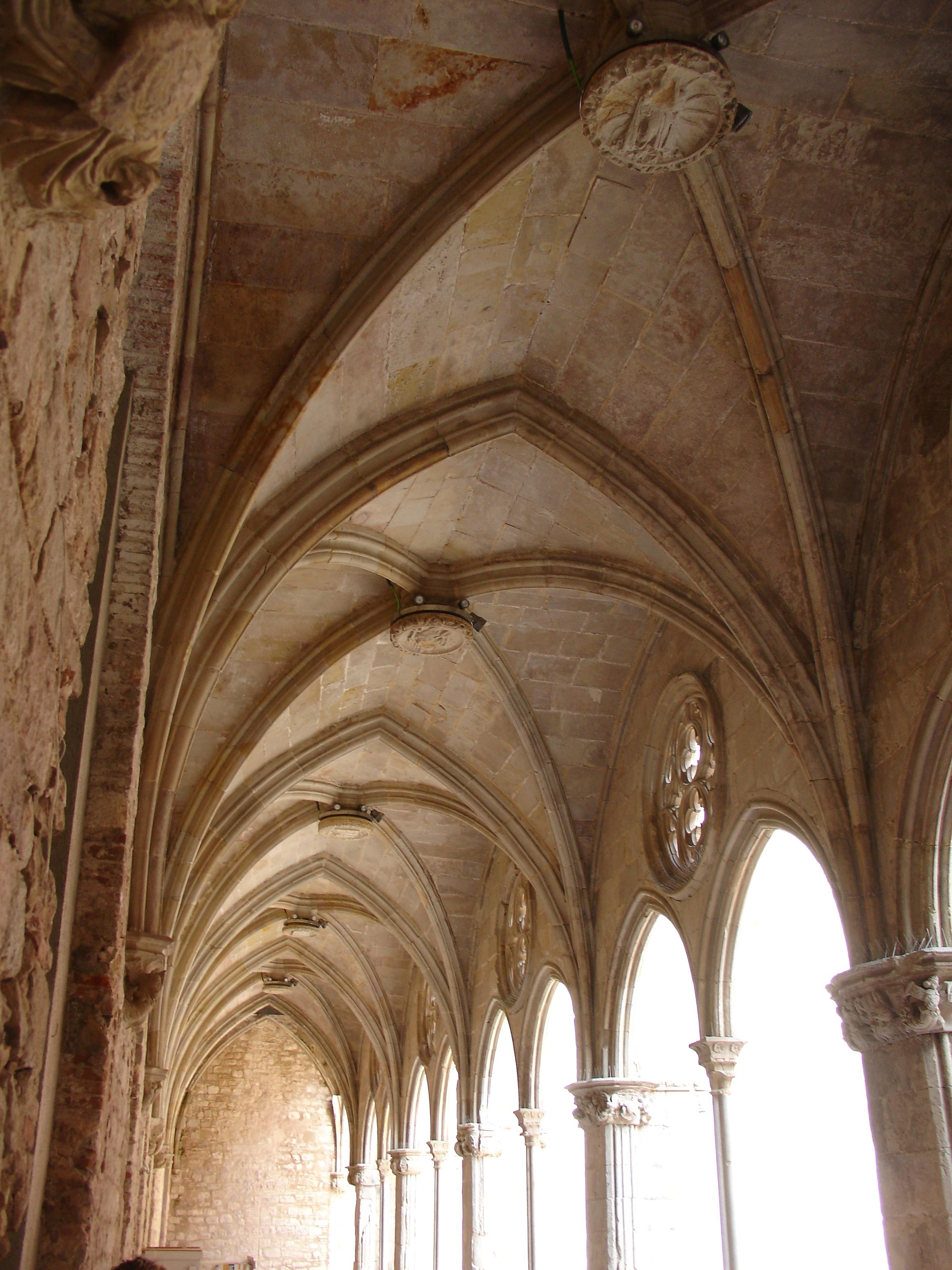
Nau del claustre
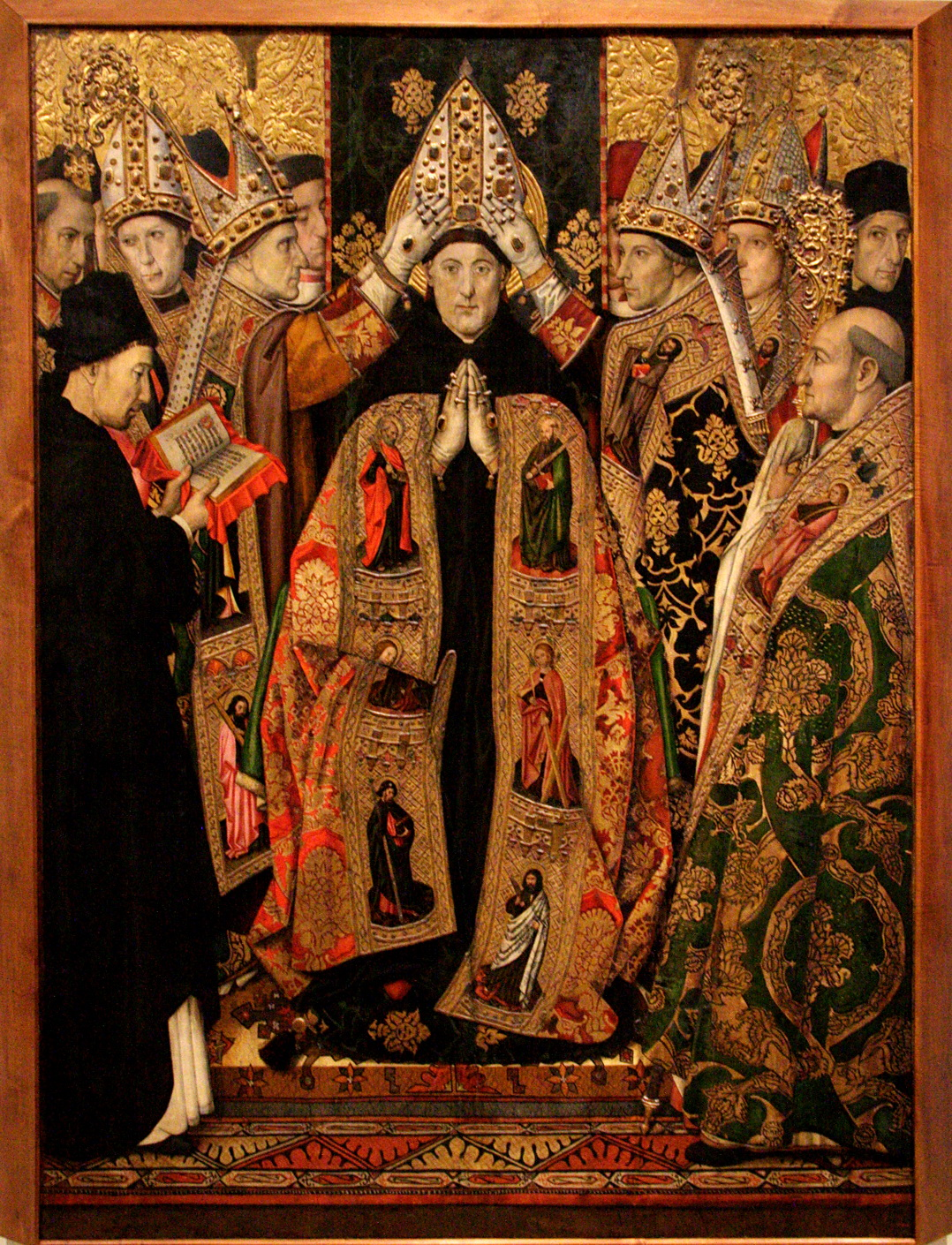
Part del retaule de Sant Agustí
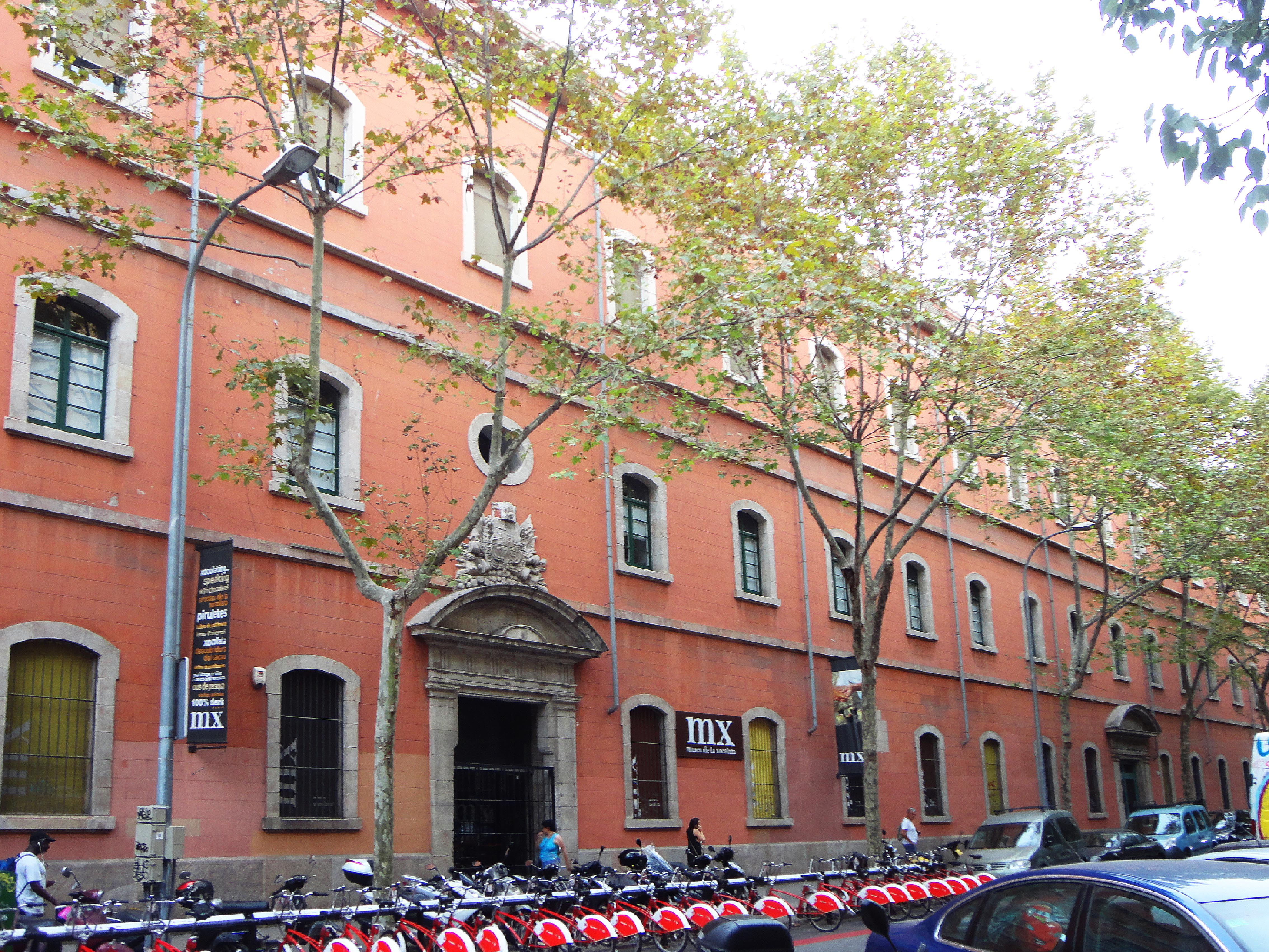
Façana del carrer del Comerç, on es troba el Museu de la Xocolata
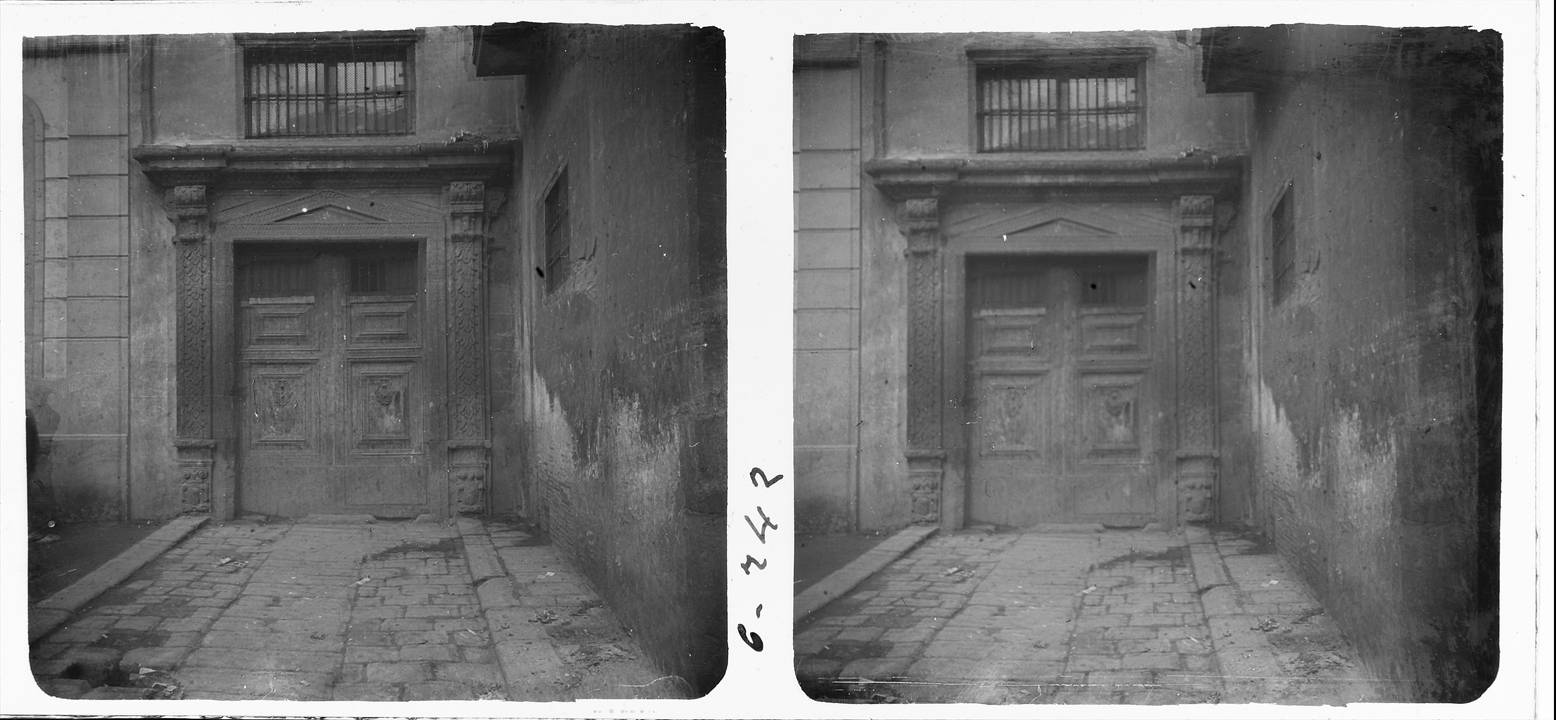
Portal de l'Acadèmia (fotografia estereoscòpica)